# ماري دويل
ماري دويل (بالإنجليزية: Mary Doyle)‏ هي ممثلة أمريكية، ولدت في 21 يوليو 1931 في لنكن في الولايات المتحدة، وتوفيت في 8 يونيو 1995 في نيويورك في الولايات المتحدة بسبب سرطان الرئة.

## وصلات خارجية
- ماري دويل على موقع IMDb (الإنجليزية)
- ماري دويل على موقع قاعدة بيانات برودواي على الإنترنت (الإنجليزية)